# Палити/Не палити
«Палити/Не палити» (англ. Smoking/No Smoking) — кінокомедія 1993 року, поставлена французьким режисером Аленом Рене на основі восьми оригінальних взаємопов'язаних п'єс англійського драматурга Алана Ейкборна під загальною назвою «Інтимні обміни» («Intimate Exchanges»), прем'єра яких відбулася у Скарборо, рідному місті автора, у 1982 році. Головні ролі у фільмі виконали Сабіна Азема та П'єр Ардіті.
У 1994 році стрічка отримала 5 кінопремій «Сезар», зокрема за найкращий фільм та найкращу режисуру .

## Синопсис
Сюжет фільму, що складається з двох частин — «Палити» та «Не палити», — розпочинається з однієї і тієї ж сцени: на початку літа, у маленькому англійському селі в Йоркширі Селія Тісдейл, дружина директора місцевої школи, виходить у сад і бачить на столі пачку цигарок. Героїня бере цигарки зі столу і, або закурює («Палити»), або ні («Не палити»). Подальші події розвиваються з тими ж героями у різних фільмах вже по-різному. Їх характери і поведінка виявляються якщо не прямо протилежними, то, принаймні досить сильно контрастують. І більше того, приблизно за годину кожного фільму починаються його варіації за принципом «або ж вона (чи він) сказала би так…».

## В ролях
| Сабіна Азема | ···· | Селія Тісдейл / Ревенна / служниця Сільві / мама Селії  |
| П'єр Ардіті  | ···· | Тобі Тісдейл / Майкл Комбс / Олівер Хепплвік / поет Джо |
| Пітер Хадсон | ···· | оповідач                                                |

## Художні особливості
У фільмі лише два актори грають усіх дев'ятьох персонажів, послідовно перевтілюючись у протилежні характери. Одночасно у кадрі з'являються тільки один персонаж чоловічої статі (П'єр Ардіті) і один жіночого (Сабіна Азема). Обидва фільми відзняті у павільйоні, причому ця павільйонність виключно підкреслена, що створює враження театральної постановки, записаної на плівку.

## Визнання
| Нагороди та номінації фільму «Палити/Не палити» | Нагороди та номінації фільму «Палити/Не палити»   | Нагороди та номінації фільму «Палити/Не палити» | Нагороди та номінації фільму «Палити/Не палити» | Нагороди та номінації фільму «Палити/Не палити» | Нагороди та номінації фільму «Палити/Не палити» |
| Рік                                             | Нагорода                                          | Категорія                                       | Номінант                                        | Результат                                       |                                                 |
| ----------------------------------------------- | ------------------------------------------------- | ----------------------------------------------- | ----------------------------------------------- | ----------------------------------------------- | ----------------------------------------------- |
| 1993                                            | Приз Луї Деллюка                                  | Приз Луї Деллюка                                | Приз Луї Деллюка                                | Перемога                                        |                                                 |
| 1994                                            | Премія Сезар                                      | Найкращий фільм                                 | Палити/Не палити                                | Перемога                                        |                                                 |
| 1994                                            | Премія Сезар                                      | Найкраща режисерська робота                     | Ален Рене                                       | Перемога                                        |                                                 |
| 1994                                            | Премія Сезар                                      | Найкращий сценарій                              | Жан-П'єр Бакрі, Аньєс Жауї                      | Перемога                                        |                                                 |
| 1994                                            | Премія Сезар                                      | Найкращий актор                                 | П'єр Ардіті                                     | Перемога                                        |                                                 |
| 1994                                            | Премія Сезар                                      | Найкраща акторка                                | Сабіна Азема                                    | Номінація                                       |                                                 |
| 1994                                            | Премія Сезар                                      | Найкраща операторська робота                    | Ренато Берта                                    | Номінація                                       |                                                 |
| 1994                                            | Премія Сезар                                      | Найкращі декорації                              | Жак Солньє                                      | Перемога                                        |                                                 |
| 1994                                            | Премія Сезар                                      | Найкращий монтаж                                | Альберт Юргенсон                                | Номінація                                       |                                                 |
| 1994                                            | Премія Сезар                                      | Найкращий звукНайкращий                         | Бернар Батс, Жерар Ламс                         | Номінація                                       |                                                 |
| 1994                                            | 66-й Берлінський кінофестиваль                    | Золотий ведмідь                                 | Палити/Не палити                                | Номінація                                       |                                                 |
| 1994                                            | 66-й Берлінський кінофестиваль                    | Срібний ведмідь за видатні досягнення           | Ален Рене                                       | Перемога                                        |                                                 |
| 1994                                            | Міжнародний Приз Флайано                          | Золотий Пегас найкращому актору                 | П'єр Ардіті                                     | Перемога                                        |                                                 |
| 1994                                            | Міжнародний Приз Флайано                          | Золотий Пегас найкращій акторці                 | Сабіна Азема                                    | Перемога                                        |                                                 |
| 1994                                            | Приз Французького синдикату кінокритиків          | Найкращий фільм                                 | Палити/Не палити                                | Перемога                                        |                                                 |
| 1994                                            | Італійський національний синдикат кіножурналістів | Європейська Срібна стрічка                      | Ален Рене                                       | Перемога                                        |                                                 |
| 1995                                            | Італійський національний синдикат кіножурналістів | Європейська Срібна стрічка                      | Ален Рене                                       | Перемога                                        |                                                 |